# Challenger de Canberra 2018
El torneo Canberra Challenger 2018 es un torneo profesional de tenis. Pertenece al ATP Challenger Series 2018. Se disputó en su 3ª edición sobre superficie dura, en Canberra, Australia, entre el 8 al el 13 de enero de 2018.

## Jugadores participantes del cuadro de individuales
| Favorito | País                               | Jugador                | Rank1 | Posición en el torneo |
| -------- | ---------------------------------- | ---------------------- | ----- | --------------------- |
| 1        | Bandera de Israel                  | Dudi Sela              | 67    |                       |
| 2        | Bandera de Alemania                | Florian Mayer          | 69    |                       |
| 3        | Bandera de España                  | Guillermo García López | 70    |                       |
| 4        | Bandera de Kazajistán              | Mijaíl Kukushkin       | 74    | Primera ronda, retiro |
| 5        | Bandera de la República Dominicana | Víctor Estrella        | 83    |                       |
| 6        | Bandera de Hungría                 | Márton Fucsovics       | 85    |                       |
| 7        | Bandera de Italia                  | Andreas Seppi          | 86    |                       |
| 8        | Bandera de Serbia                  | Laslo Djere            | 88    | Primera ronda         |

- 1 Se ha tomado en cuenta el ranking del 1 de enero de 2017.

### Otros participantes
Los siguientes jugadores recibieron una invitación (wild card), por lo tanto ingresan directamente al cuadro principal (WC):
- Alexander Crnokrak
- Benjamin Mitchell
- Dane Propoggia
- Gavin van Peperzeel

Los siguientes jugadores ingresan al cuadro principal tras disputar el cuadro clasificatorio (Q):
- Jeremy Beale
- Harry Bourchier
- Thomas Fancutt
- Nathan Pasha

## Campeones

### Individual masculino
- Andreas Seppi derrotó en la final a  Márton Fucsovics por 5–7, 6–4, 6–3.

### Dobles masculino
- Jonathan Erlich /  Divij Sharan  derrotaron en la final a  Hans Podlipnik-Castillo  /  Andrei Vasilevski por 7–6(7–1), 6–2.